# أنصاب (العراق)
أنصاب منطقة عراقية في جنوب غرب ناحية بصية بقضاء السلمان بمحافظة المثنى بصحراء الحجرة بالبادية العراقية جنوب العراق، متخامة للحدود السعودية، فيها آبار خرايج (غزيرة) عذبة عمقها 60 متراً. قال أحمد الجشعمي "كما توجد آبار متفرقة قرب الحدود مع المملكة العربية السعودية في مناطق تخاديد وأنصاب وتكيد وعادن والأمغر وهي أكثر عمقاً، فقد يصل عمقها الى 500 متر"، وقالت رقية العاني في كتابها (المياه الجوفية جعل غير المرئي مرئياً) "الجزء الجنوبي الغربي من البادية والمتمثل بخزان (أم أرضمة) ضمن مناطق (أنصاب ،تخاديد والصفاوي) هي أعمق خزان للمياه الجوفية إذ يصل عمقه الى 350 متر فوق مستوى سطح البحر...بعض الآبار المتفرقة والمنتشرة وسط البادية وقرب الحدود العراقية السعودية وضمن مناطق أهمها تخاديد، أنصاب، تكيد، عادن والأمغر...من مقارنة نتائج التحاليل الكيميائية للآبار في البادية مع المواصفات القياسية تبين بأن مياه جميع الآبار المحفورة لتكوينَي أم أرضمة والدمام غير صالحة لشرب الإنسان، ماعدا الآبار التي تقع في مناطق (الأنصاب، أبو اللوم، تخاديد، بصية، السلمان، الشبجة، چليب) فمياهُها ضمن الحدود المسموح بها، وهذا التباين في صالحية المياه الجوفية لأغراض الشرب يرجع الى تأثير تغير المناخ سيما في السنوات الأخيرة، الذي اتجه نحو التطرف في درجة الحرارة وقلة في الأمطار الساقطة وشدة في الجفاف".
| الموقع  | البعد كيلومتراً |
| السلمان | 145            |
| بصية    | 175            |
| الرواك  | 35             |

## المنطقة المحايدة
كانت أنصاب في زاوية الضلع الغربي للمنطقة المحايدة بين السعودية والعراق سابقاً، وقد ذُكرت في المادة الأولى من نَصّ بروتوكول العقير نمرة 1، المُبرَم سنة 1922.
المادة الأولى:
- أ- الحدود من الشرق تبتدئ من نقطة التصاق وادي العوجة مع الباطن ومن هذه النقطة تبتدئ حدود المملكة النجدية على خط مستقيم إلى بئر المسمى "الوقبة" بترك "الدليمية" و"الوقبة" شمال هذا الخط ومن الوقبة يمتد شمالاً بغرب إلى بئر (أنصاب).
- ب-ابتداء من النقطة الآنف ذكرها، أعني نقطة التصاق وادي العوجة مع الباطن تمتد حدود العراق على خط مستقيم شمالاً بغرب إلى الأمغر تاركاً إياها جنوبي هذا الخط، ومن هناك يمتد الخط غرباً بجنوب على خط مستقيم إلى أن يلتصق بحدود نجد في بئر أنصاب.
- ج- شكل المعين المرسوم بين النقاط المحدودة آنفاً والذي يحتوي على النقاط جميعاً يبقى على الحياد ومشترك به بين الحكومتين العراقية والنجدية اللذان يحوزان جميع الحقوق المتساوية والمقاصد داخل هذه النقطة المحايدة.
- د- من بدء أنصاب تمتد الحدود بين الحكومتين شمالاً بغرب إلى بركة الجميمة ومن هناك تتجه شمالاً إلى بئر العقبة ثم إلى قصر عثيمين، ومن هناك تمتد إلى الغرب على خط مستقيم يمر من وسط جال البطن إلى بئر ليفية وثم بئر المناعية ومنه إلى جديدة عرعر ومنها إلى مكور ومن مكور إلى جبل عنزان الواقع في جوار نقطة تقاطع دائرة العرض اثنين وثلاثين شرقي دائرة الطول تسعة وثلاثين شمالي حيث تنتهي الحدود العراقية النجدية.[4]

### تقاسُم آبار أنصاب
حين كانت آبار المنطقة المحايدة بين السعودية والعراق قِسمةً بين الدولتين، كانت في منطقة أنصاب آبار، هُنّ بئر (جِليب) نخيلان، وبئر العود وبئر أبو زوير وبئر وحيد وبئران اسمهما العرس، يقال لأحدهما العرش وللآخر مراغة.
ذكرت وكالة المخابرات المركزية الأمريكية أنها تلقّت نسخة لاتفاقية ترسيم الحدود مُبرمة غير موقعة بين الدولتين يوم 26 كانون الأول سنة 1981 وذكرت الوكالة أن المجلس الوطني العراقي أقرّ الاتفاقية يوم 28 كانون الثاني سنة 1982، وذُكر في نص المعاهدة المتعلق ببئر أنصاب "تثبّت نقطة تبعد 400 متراً (أربعمائة متراً) غرب بئر نخيلان على أن تضمن هذه النقطة إبقاء بئرَي أبو زوير والعود في الأراضي العراقية كما تضمن إبقاء بئرَي العرش (مراغة) والعرس (مشيرفة) في الأراضي السعودية مع إبقاء بئرَي نخيلان والوحيد في المنطقة المحايدة وإذا اتضح بعد المسح الفني عدم إمكانية تطابق ذلك فتُقرّب النقطة باتجاه بئر نخيلان لتضمن تحقيق ذلك".
وفي الجانب السعودي منطقة سعودية اسمها شعبة نصاب مقابلة لمنطقة أنصاب العراقية.
ولمنطقة أنصاب العراقية مخفر حدودي اسمه مخفر أنصاب، يقابله مركز نصاب الحدودي السعودي
الاسم (أنصاب) يُكتب بألِف وبدون ألِف أيضًا (نصاب).